# Ford Taunus
Ne doit pas être confondu avec Ford Taurus, Ford Taunus TC ou Taunus (homonymie).
La Ford Taunus est une voiture familiale vendue par Ford en Allemagne et dans d'autres pays. Les modèles à partir de 1970 sont similaires à la Ford Cortina au Royaume-Uni. La gamme de modèles a été nommée d'après la chaîne de montagnes du Taunus, en Allemagne. Elle a commencé en 1939 et s'est poursuivie par plusieurs versions jusqu'en 1994. Elle a été remplacée par la Ford Sierra.

## Taunus G73A (1939–1942)/G93A (1948-1952)
La Ford Taunus G93A est dérivée de la Ford Eifel : elle utilisait le même moteur quatre cylindres de 1172 cm3, mais sur un châssis plus long et une carrosserie profilée de type fast back, caractéristique des voitures américaines de 1940. Ce fut la première Ford allemande à disposer de freins hydrauliques. En raison de la guerre, la production a été interrompue de 1942 à 1948. En tout, 74 128 Taunus G73A ont été fabriquées, comprenant des berlines deux portes, des coupés et cabriolets, des breaks et des camionnettes.

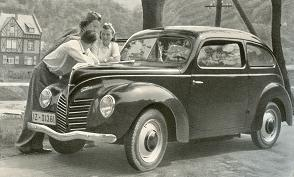
Une Ford Taunus Buckel de 1939.
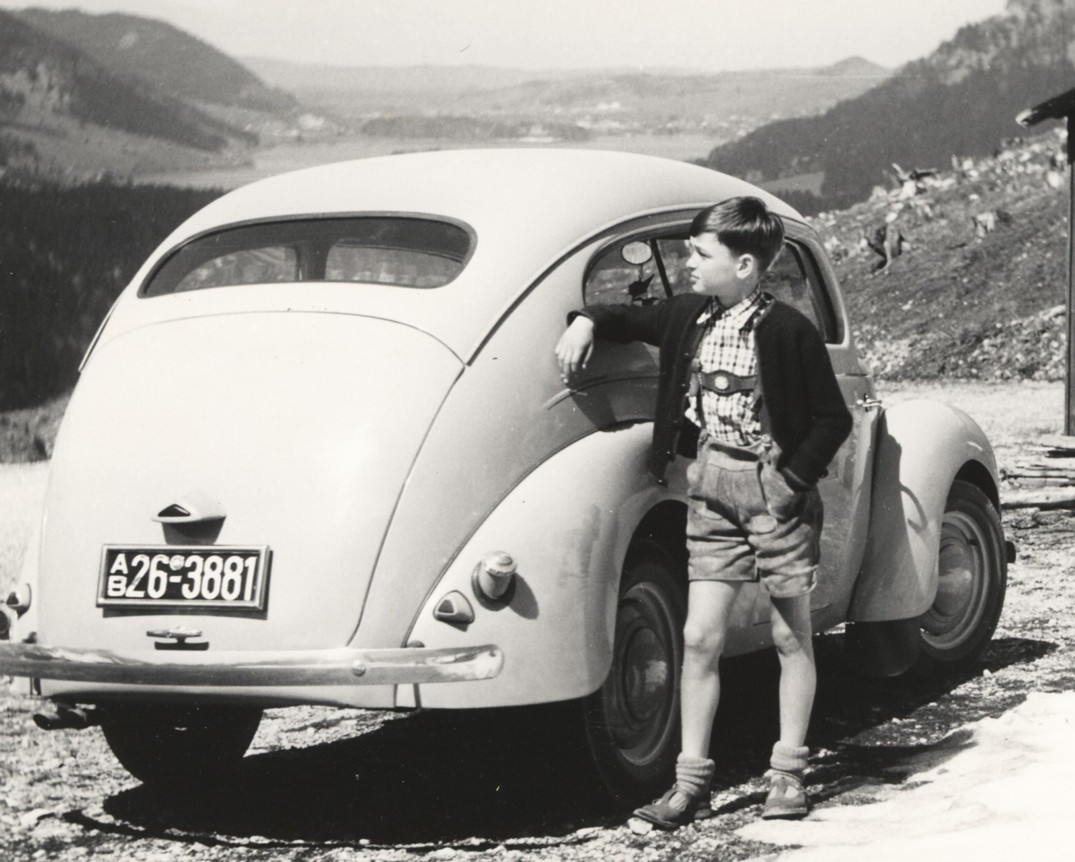
Un modèle de 1953.
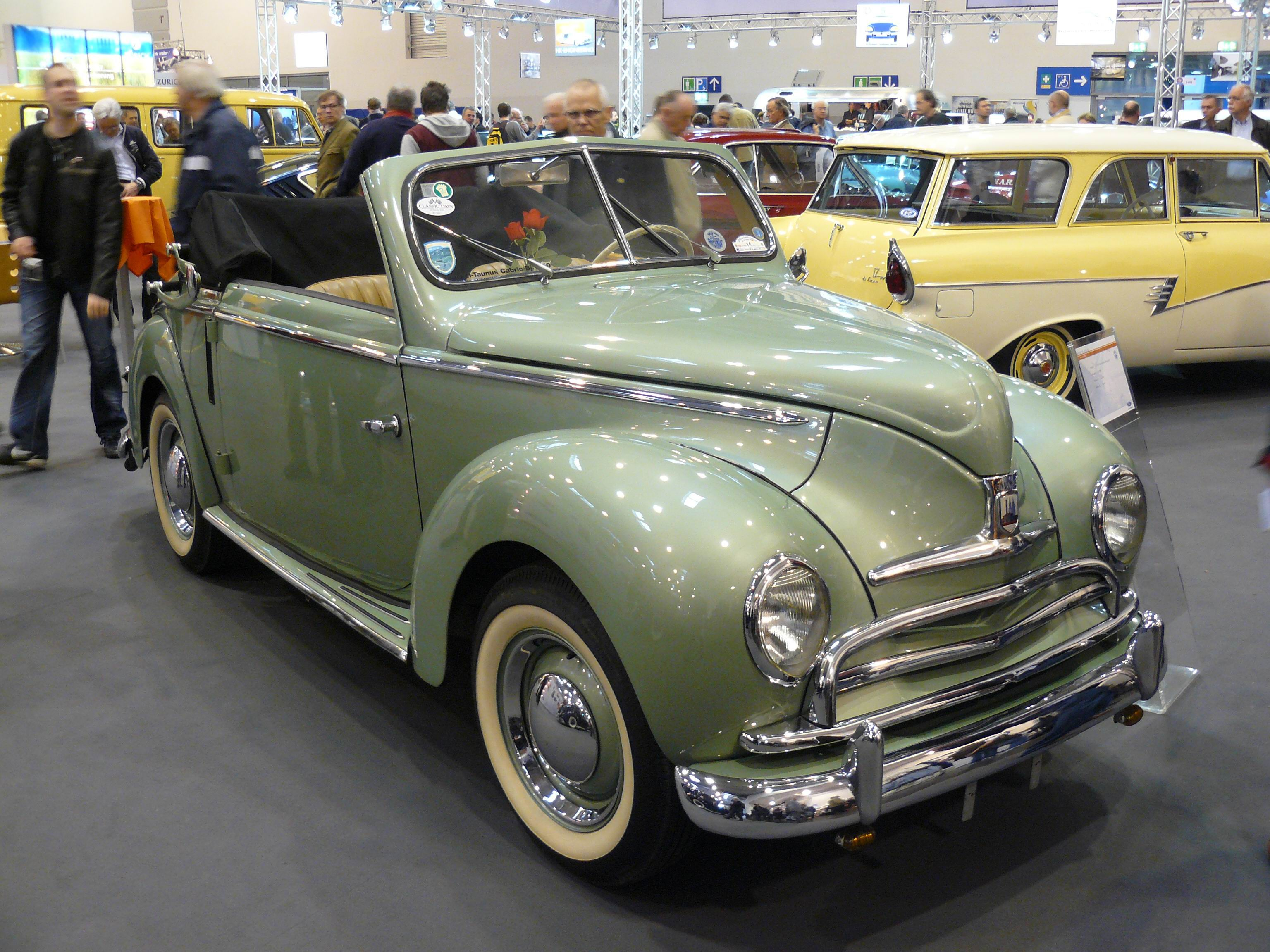
Une Ford Taunus Cabriolet de 1950.

## Taunus séries M (1952 - 1968)
Entre 1952 et 1968 toute la production Ford en Allemagne a été appelée Taunus, utilisant les dénominations 12M, 15M, 17M, 20M et 26M. La lettre « M » fait référence à Meisterstück, en français « chef-d’œuvre ». Taunus a été aussi parfois utilisée comme nom de marque pour les marchés à l'exportation, notamment dans les marchés où les Ford américaines ou britanniques étaient déjà présentes.
Les modèles 12, 15 et 17M disposent d'un moteur V4. Les modèles 20 et 26M disposent d'un moteur V6. La dénomination 12, 15, 17 etc. fait référence à la cylindrée du moteur 1 200, 1 500, 1 700 cm3, etc.
Entre 1962 et 1970, les modèles d'entrée de gamme 12M (P4) et 12M/15M (P6) disposent de roues avant motrices (traction). Tous les autres modèles sont des propulsions (roues arrière motrices).

### Entrée de gamme: 12M, 15M

#### Première génération 12M (G13) (1952 - 1959), 15M (1955 - 1959)

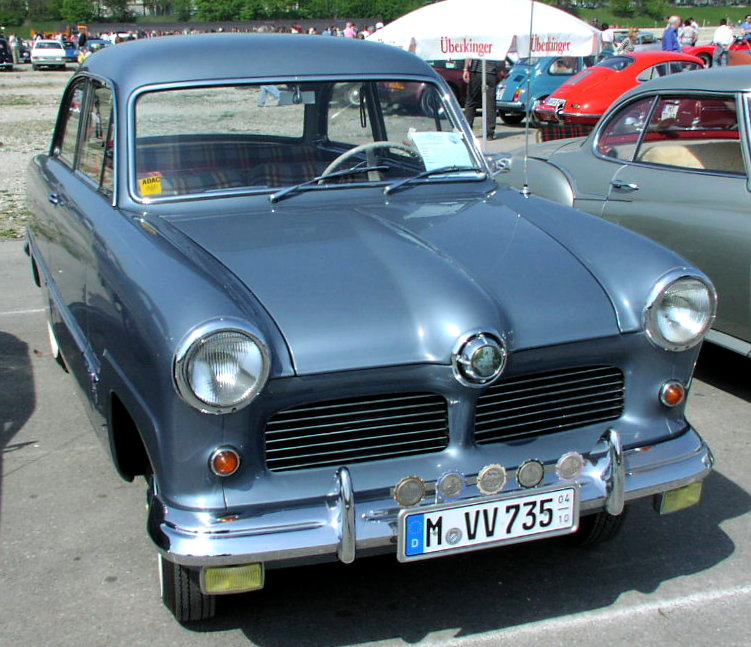
Ford Taunus 12M 1952-1955

La Ford Taunus 12M de 1952 a été la première Ford sortie après la Seconde Guerre mondiale. Sa carrosserie de style « ponton » est très similaire à celle de la Ford Zephyr.
La Ford Taunus 12M partage avec sa cousine britannique le moteur Ford Sidevalve (à soupapes latérales) datant des années 1930, alors que la concurrence de l'époque se positionne sur des moteurs à arbre à cames latéral et soupapes "en tête". La Ford Taunus 15M utilise un nouveau moteur plus puissant.
- 12M : 1 172 cm3, 28 kW, 112 km/h
- 15M : 1 498 cm3, 40 kW, 128 km/h

Les types de carrosserie disponibles sont berline, break et fourgonnette.

#### Deuxième génération 12M (1959 - 1962)

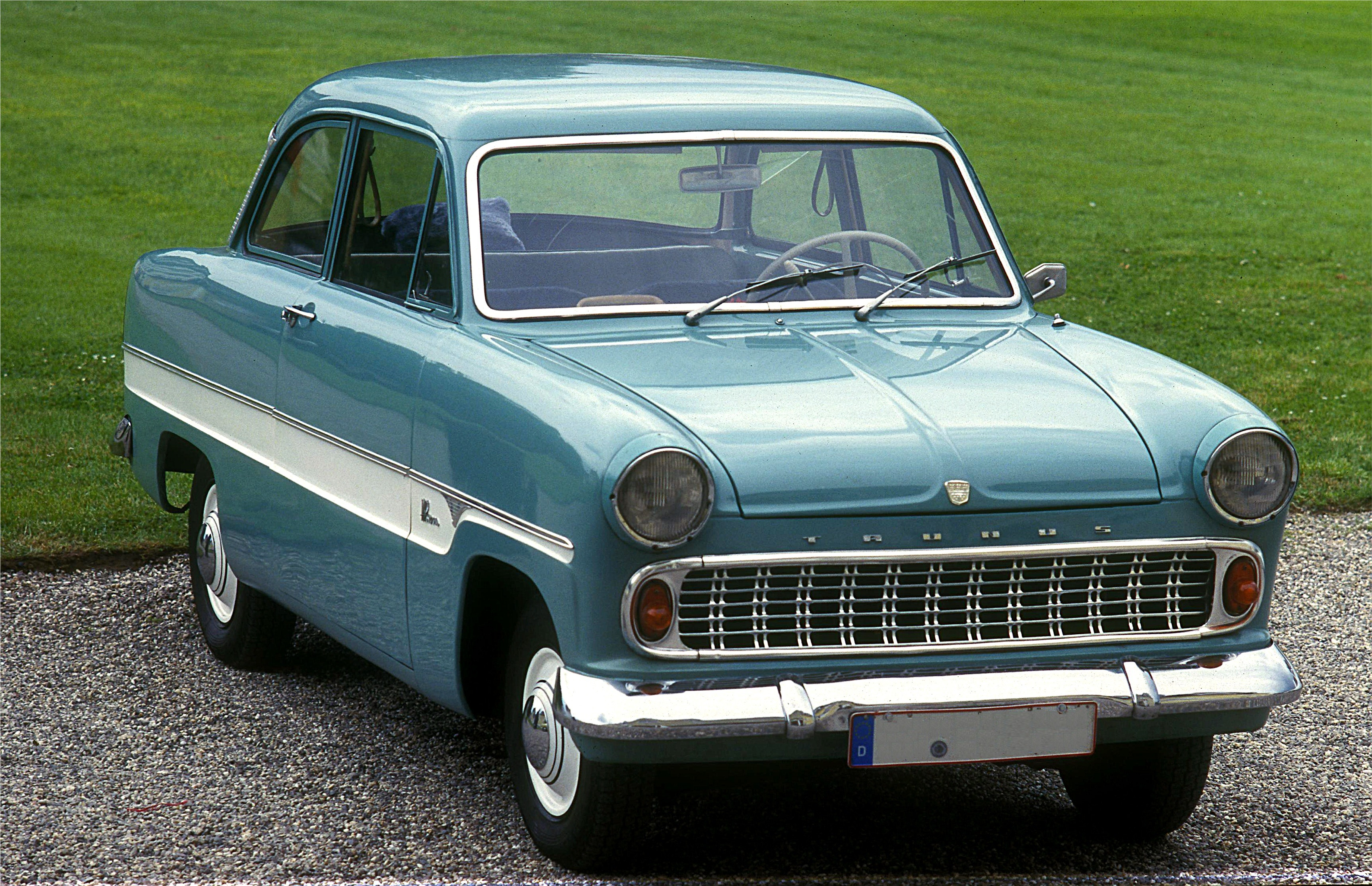
Ford Taunus 12M 1959-1962

Il ne s'agit pas d'un nouveau modèle mais d'un restylage du modèle de 1952. Toutes les voitures sont dénommées 12M, même si les deux moteurs continuent à être utilisés (le modèle pourvu du moteur le plus puissant est dénommé "Taunus 12M 1,5 litre").
Les types de carrosserie sont identiques à celui du modèle de 1952.

#### Troisième génération 12M (P4) (1962 - 1966)
La nouvelle Ford Taunus 12M P4, bien que similaire en taille, est une voiture complètement nouvelle basée sur le projet Ford Cardinal qui ayant été arrêté à Detroit a été rétrocédé à Ford Cologne.
Nouvelle carrosserie dessinée à Detroit, nouveau moteur V4 à angle fermé (60°), première Ford à traction avant, suspensions avant à ressorts à lames, essieu arrière rigide, freins à tambours (au début).
Les types de carrosserie disponibles sont berline 2 portes (seule proposition au début), berline 4 portes, coupé 2 portes, break 2 portes et fourgonnette.
Le moteur V4 est en fait un V6 « raboté » ce qui a posé un problème d'équilibrage réglé par l'implantation dans le carter d'un arbre absorbant les oscillations du vilebrequin. Les moteurs disponibles sont:
- 1,2 litre : 1 183 cm3, 29 kW, 123 km/h, puissance 40 ch, vitesse maximale 123 km/h.
- 1,5 litre : 1 498 cm3, 37, 40 ou 48 kW, 135, 139 ou 144 km/h, pour les déclinaisons S et TS, puissance 60 ch, vitesse maximale 144 km/h.

Production : 672 695 exemplaires (1962 - 1966).
On appréciait son habitabilité, son grand coffre, sa qualité de fabrication et sa bonne présentation, ses tarifs attractifs, au sein d'un réseau Ford en plein essor. Ses moteurs 1,2 l et 1,5 l manquaient de puissance et son comportement semblait décevant pour une traction avant.

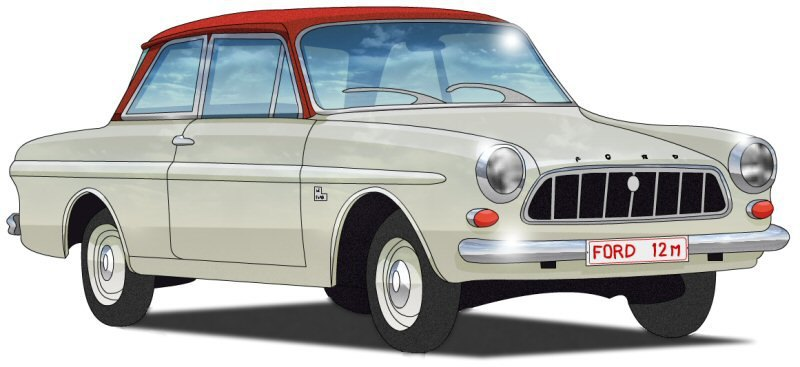
Ford Taunus 12M P4
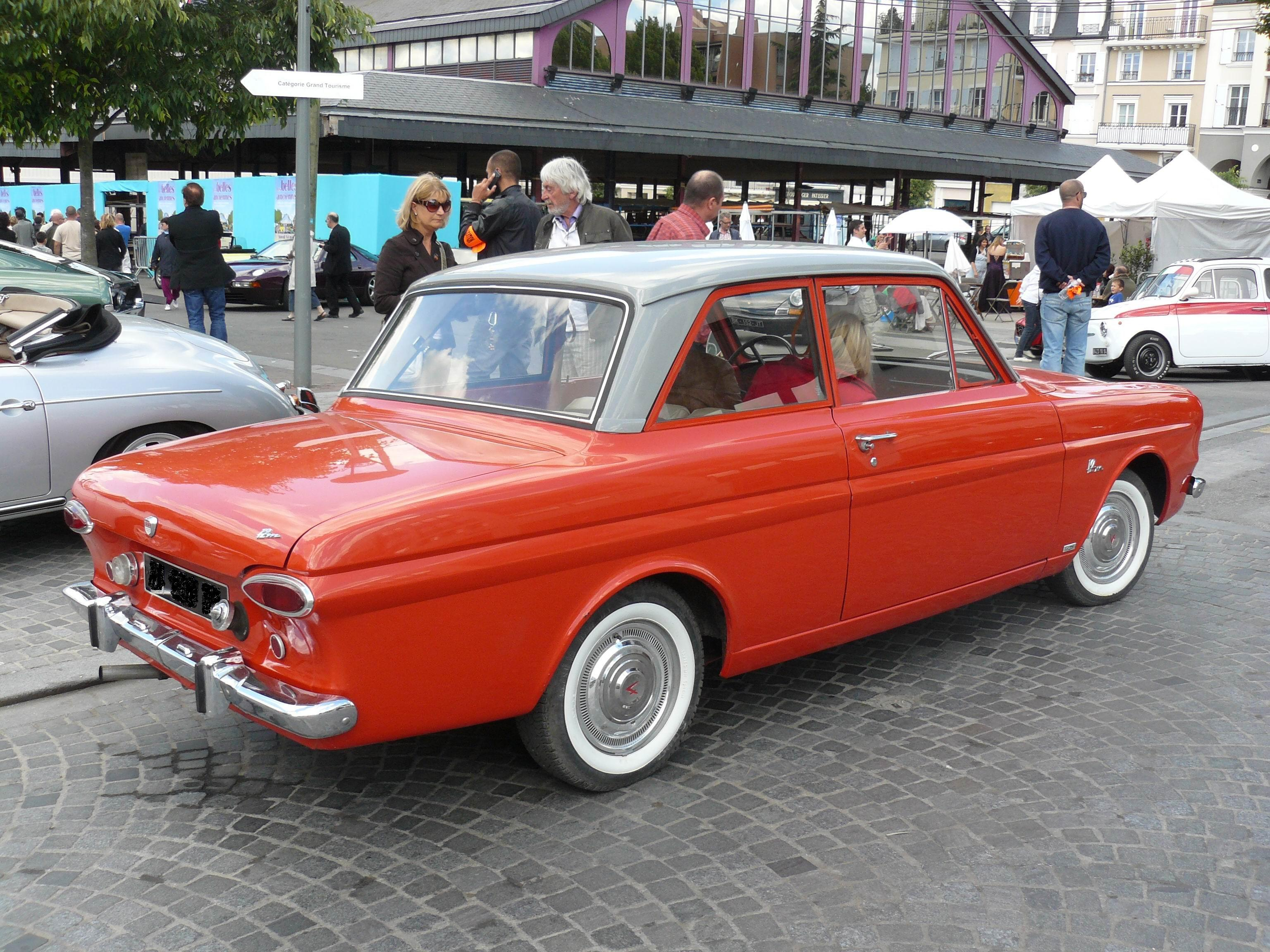
Vue arrière d'une Taunus 12M P4

#### Quatrième génération 12M (P6) (1966 - 1970), 15M (P6) (1966 - 1970)
La Ford Taunus P6 arrive avec de nouvelles carrosseries, alors que moteurs et châssis sont maintenus. À nouveau, le modèle doté du plus gros moteur est dénommé 15M.
- 12M 1,2 litre : 1 183 cm3, 33 kW, 125 km/h ;
- 12M 1,3 litre : 1 305 cm3, 37 ou 39 kW, 130 ou 134 km/h ;
- 15M 1,5 litre : 1 498 cm3, 40 ou 47 kW, 136 ou 145 km/h ;
- 15M 1,7 litre : 1 699 cm3, 51 ou 55 kW, 153 ou 158 km/h.

Les types de carrosseries disponibles sont identiques au modèle P4.
En 1970, le modèle P6 est remplacé par la Taunus TC (voir ci-dessous).

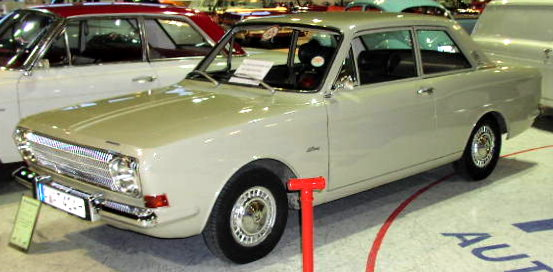
Ford Taunus 12M P6
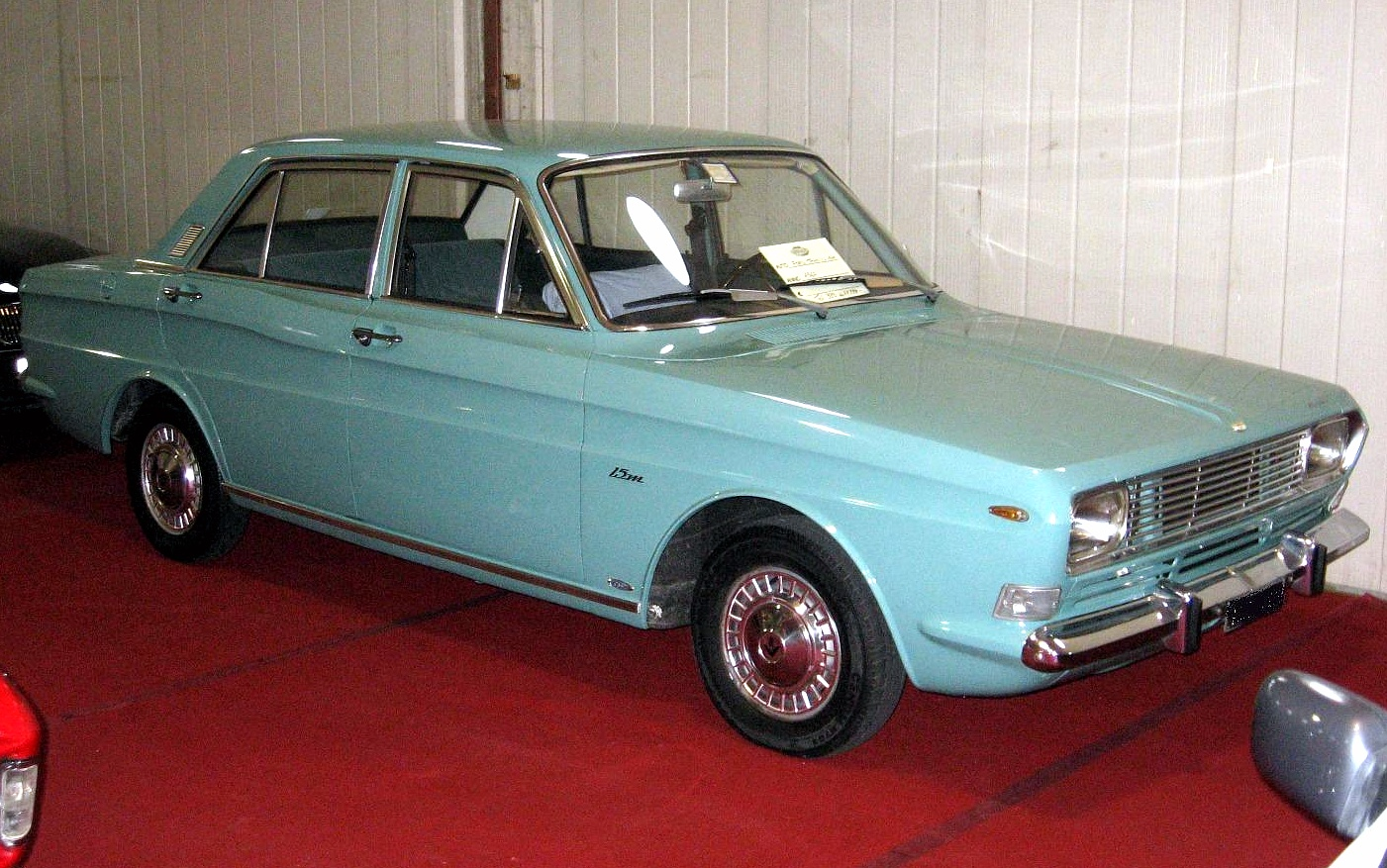
Ford Taunus 15M P6

### Milieu de gamme: 17M, 20M, 26M

#### Première génération 17M (P2) (1957 - 1960)
Le retour de la prospérité dans l'Allemagne après encourage Ford à offrir une gamme de voitures plus grandes et plus chères. La Ford Taunus 17M de 1957 est aussi longue que la Consul Mk2 britannique (bien que significativement moins large), mais elle est une voiture bien différente. Son style est très proche de la Ford 1956, qui présente des « nageoires » substantielles (au moins pour les standards européens). Et c'est ce style très américain qui vaut à la voiture d'être affublé du sobriquet de « Taunus baroque ». De manière très inhabituelle pour une voiture allemande de milieu de gamme de cette période, elle est disponible avec 2 ou 4 portes. Ce qui est repris par la concurrence et, à partir de 1959, il est possible d'acheter une Opel Rekord à 4 portes.
Le modèle P2 utilise un moteur ATC de 1 698 cm3 et 44 kW pour une vitesse maximale de 128 km/h. Un test routier à cette époque insiste sur la douceur de la boîte de vitesses à 3 rapports tous synchronisés.

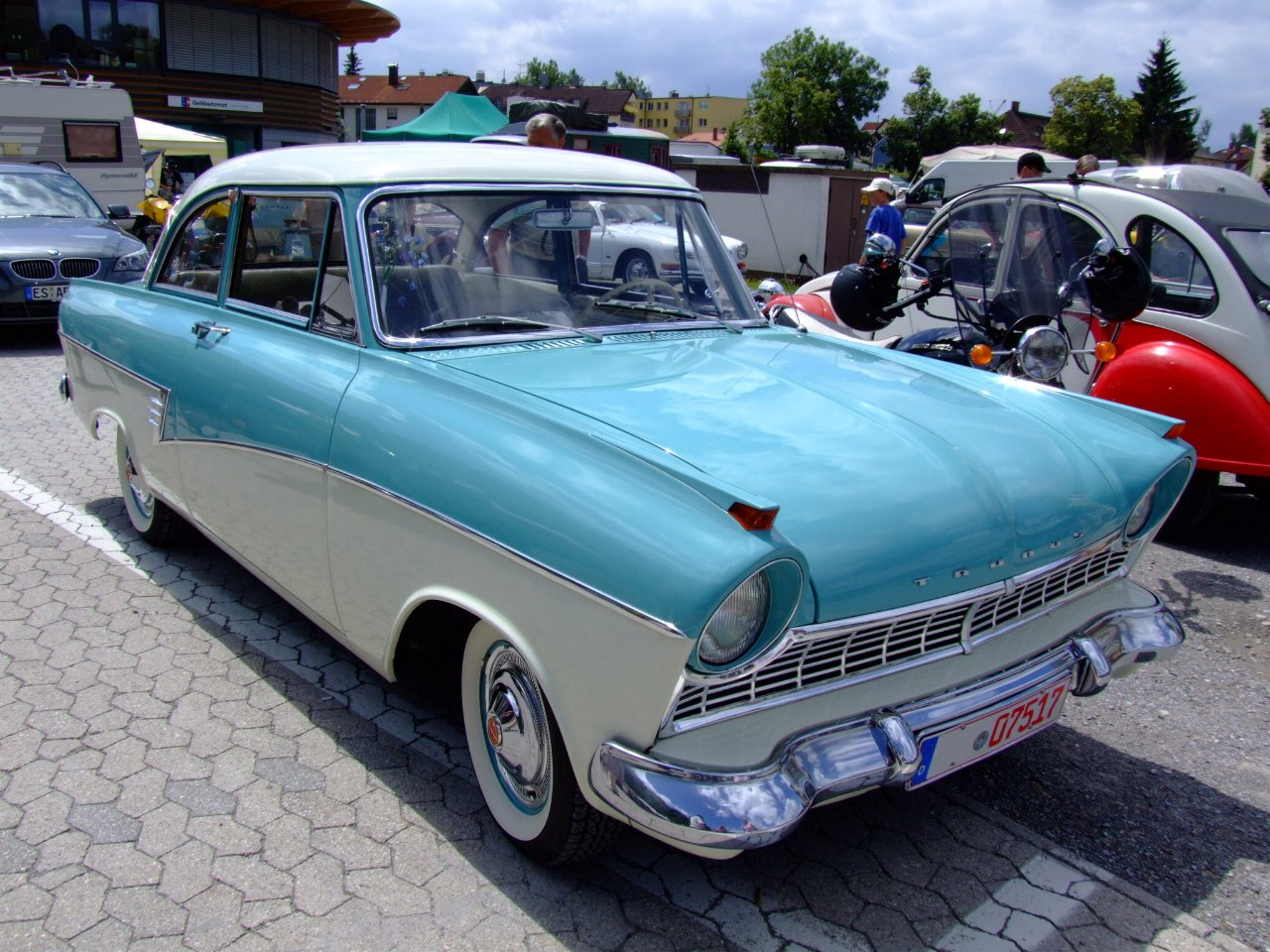
Ford Taunus 17M P2
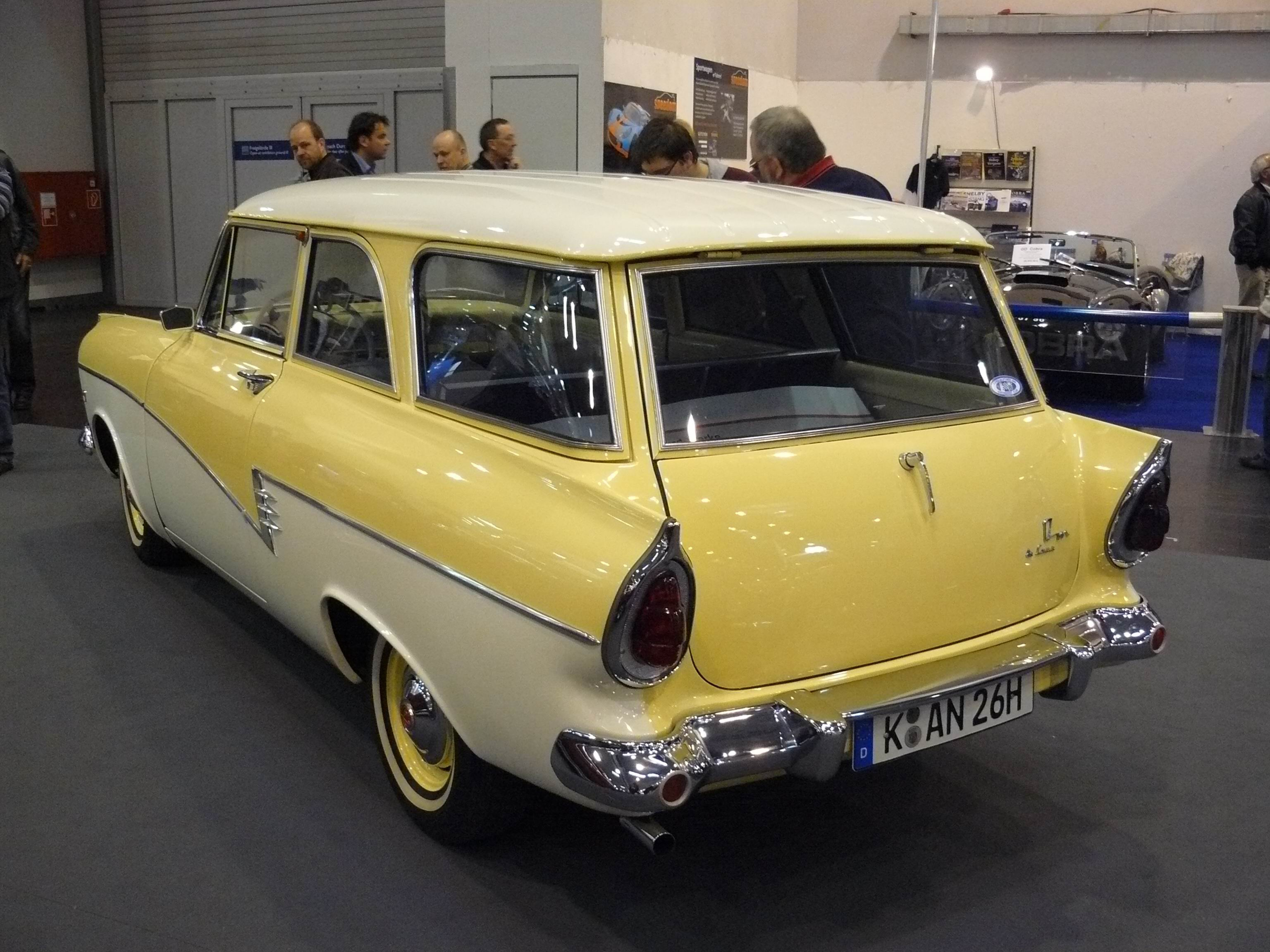
Ford Taunus 17M P2 Kombi 1958

#### Deuxième génération 17M (P3) (1960 - 1964)
La Ford Taunus P3 dispose d'une carrosserie complètement nouvelle d'un style très moderne pour l'époque. Son apparence particulière lui vaudra le surnom de « Taunus Badewanne » (Taunus baignoire). À une époque où les concurrents se vantaient d'offrir une visibilité sur les quatre coins des véhicules depuis le siège du conducteur, la nouvelle Taunus offre plutôt une forme simplifiée. Toutefois, en Allemagne, le concept de rationalisation de la voiture est associé avec des cabines de passagers étroites, réminiscence des années 1930 et de la toujours populaire Volkswagen Coccinelle. La nouvelle Taunus procure un meilleur confort intérieur que son prédécesseur tout en conservant la même largeur extérieure. Bien que la version 1,7 litre soit lancée avec la même puissance que le modèle sortant (60 ch), elle est 10 km/h plus rapide, en particulier grâce à sa carrosserie à l'aérodynamique améliorée. Son style n'est pas sans rappeler les modèles américains Ford Thunderbird Bullet Birds 1961 et Lincoln Continental. Lamborghini empruntera ses phares ovales pour équiper sa 350 GT présentée en 1964.
3 moteurs différents sont proposés :
- 1,5 litre : 1 498 cm3, 40 kW, 136 km/h
- 1,7 litre : 1 698 cm3, 44 ou 48 kW, 138 ou 140 km/h
- 1,8 litre : 1 758 cm3, 51 ou 55 kW, 148 ou 154 km/h.

La voiture rencontre un fort succès.

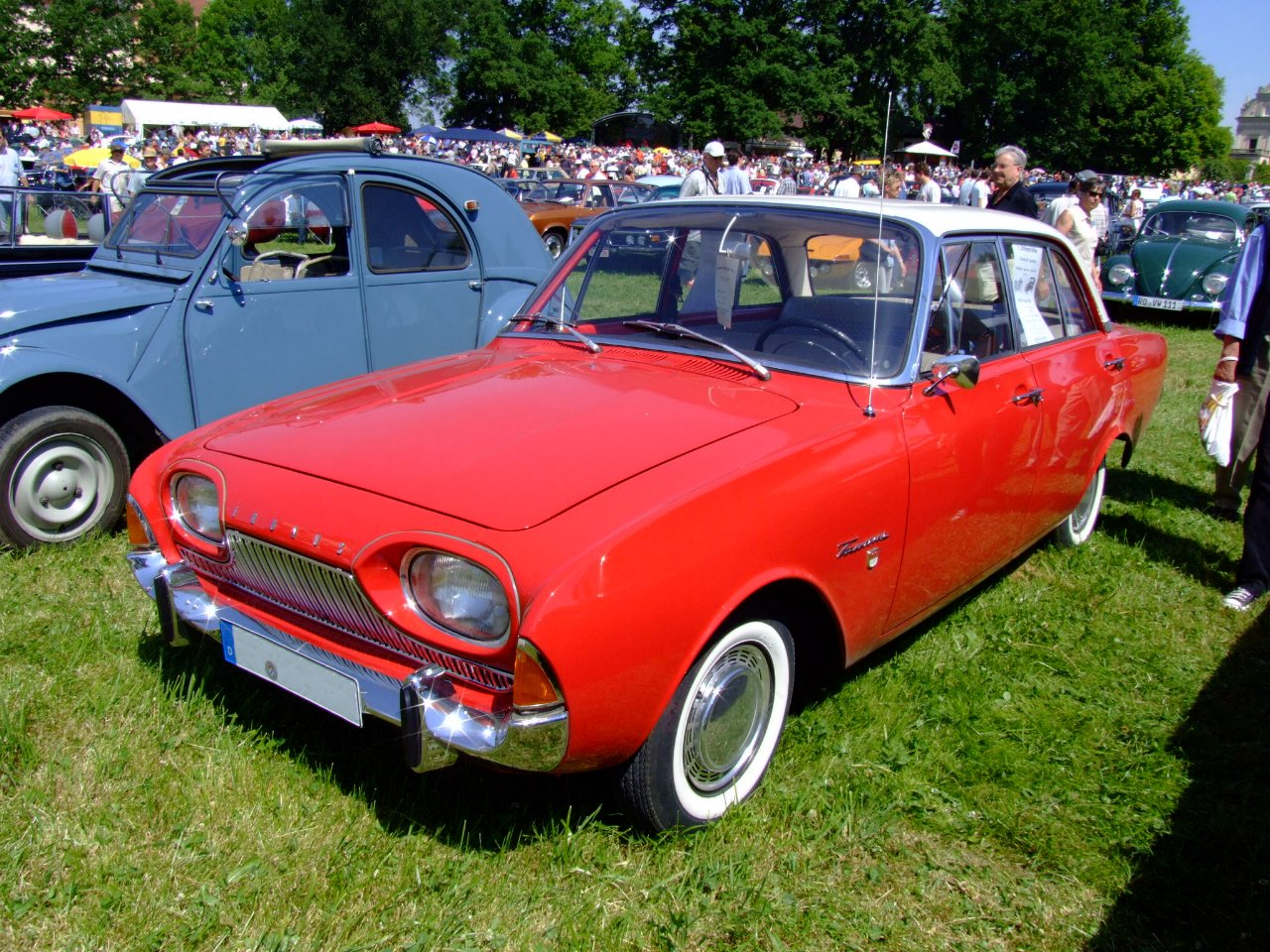
Ford Taunus 17M P3 de 1961.
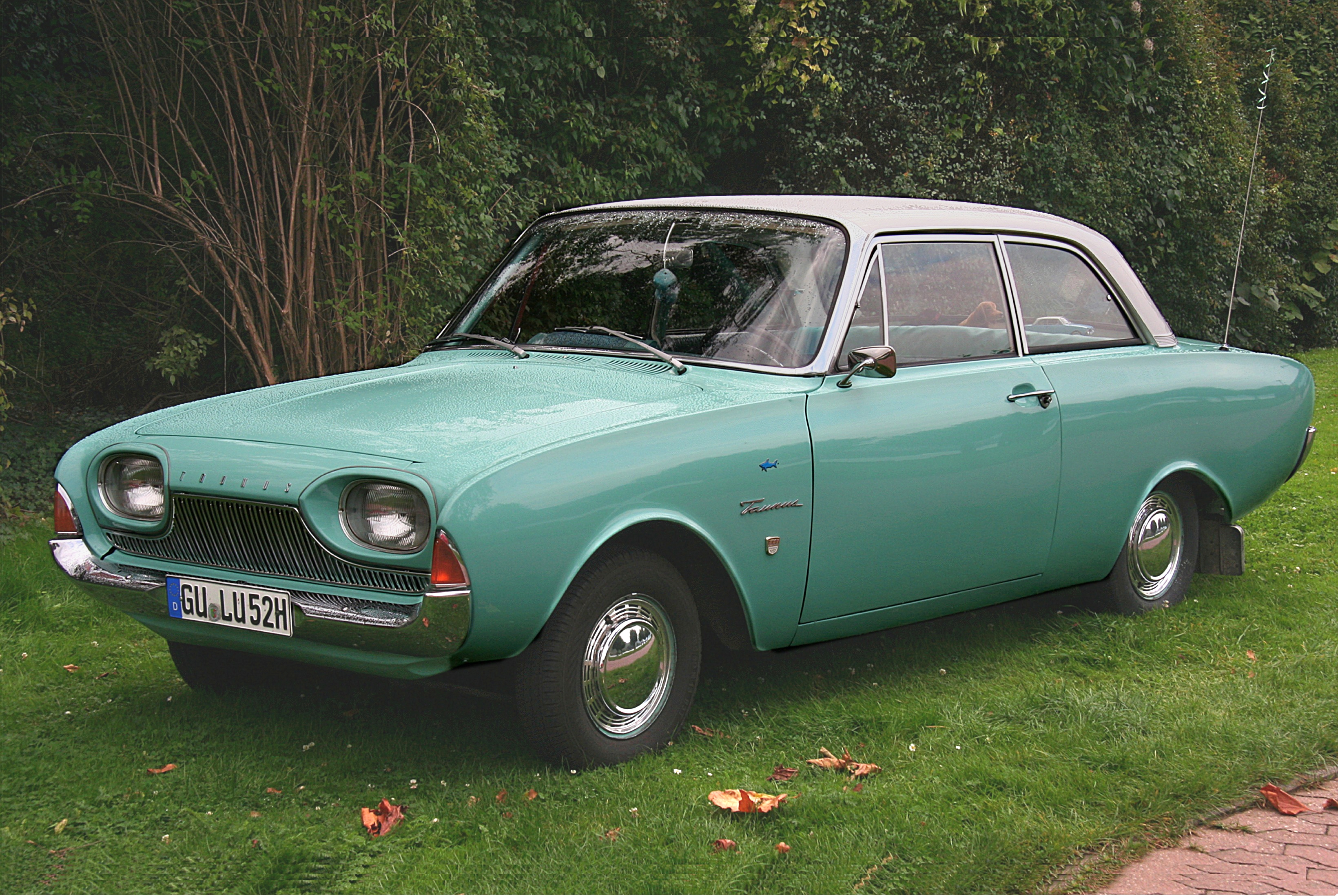
Ford Taunus de 1963.

#### Troisième génération 17M (P5) (1964 - 1967), 20M (P5) (1964 - 1967)
La Ford Taunus P5 arrive avec une nouvelle carrosserie et de nouveaux moteurs. Le modèle 17M dispose ainsi d'un moteur V4:
- 1,5 litre : 1 498 cm3, 44 kW, 140 km/h
- 1,7 litre : 1 699 cm3, 48 ou 51 kW, 145 ou 150 km/h.

Le nouveau modèle 20M dispose d'un moteur V6 de cylindrée 1,8 litre et 60 kW, ou 2 litres (1 998 cm3) et 63 ou 66 kW avec une vitesse maximale de 158 ou 161 km/h.
Cette troisième génération rencontre une fois de plus un bon succès commercial.

#### Quatrième génération 17M et 20M (P7) (1967 - 1968)

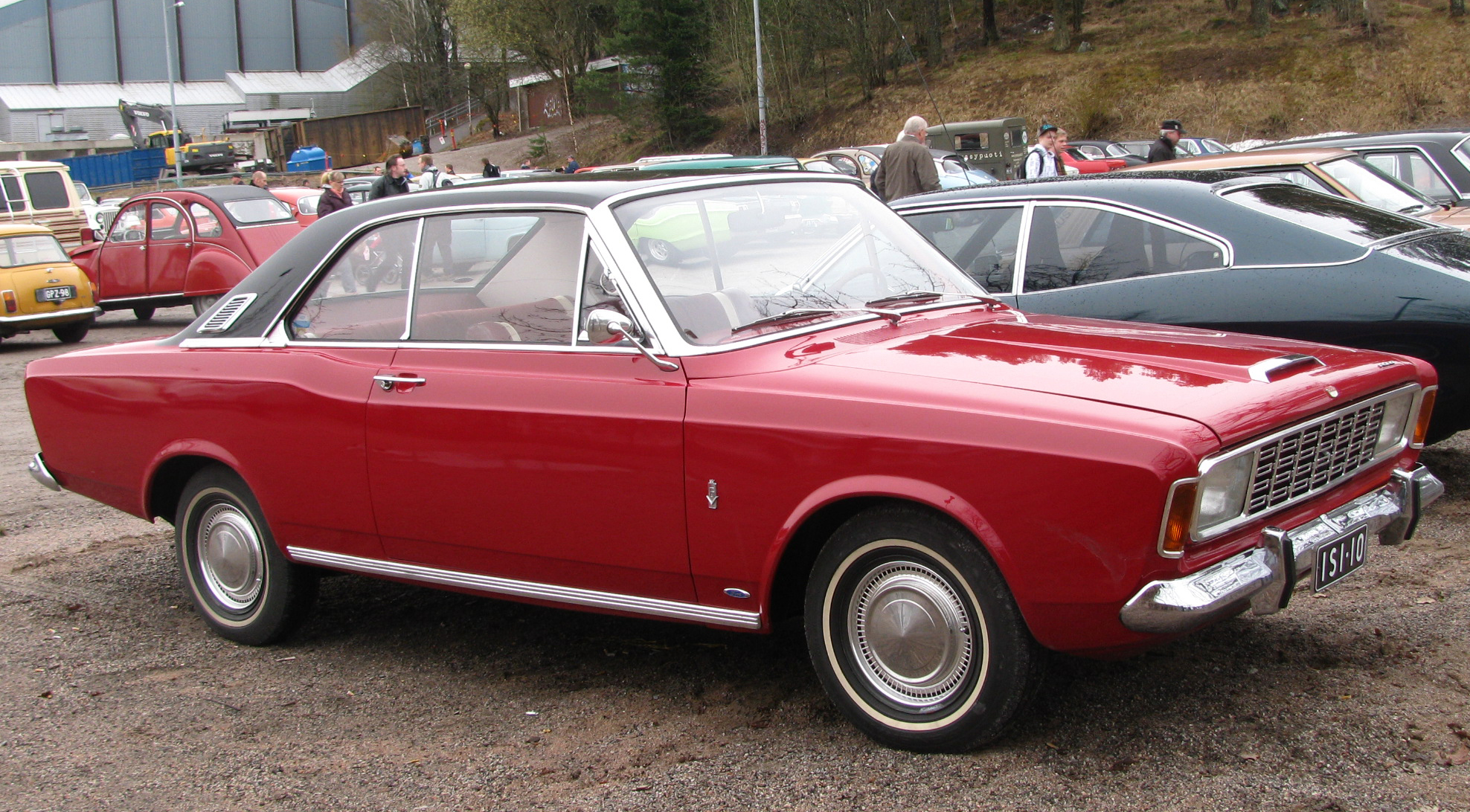
1968 Ford Taunus 20M P7 hardtop coupé

Pour la nouvelle Ford P7, Ford crée encore une nouvelle carrosserie alors que les moteurs et châssis proviennent du modèle P5. Les feux arrière ne sont plus montés sur les coins. Un modèle sportif TS est proposé avec prise d'air factice sur le capot et un nouveau moteur plus puissant.
Les moteurs des 17M/20M P5 sont maintenus avec simplement un nouveau moteur plus puissant pour le modèle 20M :
- 20M 2,3 litre : 2 293 cm3, 79 kW, 170 km/h.

#### Cinquième génération 17M (P7.2) (1968 - 1971), 20M (P7.2) (1968 - 1971), 26M (1969 - 1971)
La baisse des ventes du modèle P7 contraint Ford à offrir une voiture restylée seulement un an plus tard et cette nouvelle voiture est de nouveau nommée P7. Dans cet article, pour éviter toute confusion, il est appelé P7.2, il est aussi parfois appelé P7B. Le nom « Taunus » n'est plus utilisé.
Le modèle 26M, introduit en 1969, est la version haut de gamme avec de plus gros nouveau moteur (2,6 litres), des freins plus gros, des phares bi-direction assistée, et le niveau de finition le plus luxueux. La gamme de moteurs est élargie avec deux moteurs de base (V4 et V6) en six tailles de cylindrée et de neuf niveaux de puissance :
- V4
  - 17M 1,5 litre : 1 498 cm3, 44 kW, 135 km/h
  - 17M 1,7 litre : 1 699 cm3, 48 ou 55 kW, 140 or 150 km/h
- V6
  - 17M 1,8 litre : 1 812 cm3, 60 kW, 153 km/h
  - 20M 2 litres : 1 998 cm3, 63 ou 66 kW, 155 ou 160 km/h
  - 20M 2,3 litres : 2 293 cm3, 79 ou 92 kW, 170 ou 180 km/h
  - 20M 2,6 litres, 26M : 2 550 cm3, 92 kW, 180 km/h, optionnel sur le modèle 20M, et standard avec le modèle 26M.
  - Ford 20M RS

Ford 20M RS Coupé fabriqué en Allemagne sous les noms (2300 S) P7b et (2600) P7b.
En 1968, Ford utilisa trois Ford 20M RS d'Allemagne et de Belgique pour le Rallye-marathon Londres-Sydney. En 1969, une Ford 20M RS gagne le Safari.
Ce sera la dernière Ford allemande spécifique. Dès le début 1972, elle est remplacée par la nouvelle Consul et Granada.
La Saab 96 utilisera le bloc-moteur-boite en V de 1498 cm3.
Le coupé de style sportif OSI-Ford 20MTS est basé sur La Ford  20MTS.

## Taunus TC (1970 - 1976)
En 1970, une nouvelle Taunus, la Cortina Taunus (TC), est commercialisée sous différentes carrosserie : une berline deux ou quatre portes, un break (ouTurnier) et un coupé. Le modèle est très similaire à la Ford Cortina Mk III anglaise, mais sans la ligne « bouteille de coca ». La Taunus est disponible en coupé, une carrosserie dont la Cortina n'a jamais disposé.
Les deux voitures ont été développées sous l'égide de Ford Europe, et la plupart des principaux composants sont identiques, dont les éléments clés de la carrosserie. De 1976, les modèles Taunus et Cortina sont complètement identiques (excepté le nom), « Taunus » étant le nom utilisé pour les marchés avec conduite à droite, et «Cortina» sur les marchés à conduite à gauche, bien que le nom Cortina soit également utilisé en Corée du Sud et Taïwan. La Mk III a aussi été vendue en Scandinavie, aux côtés de la Taunus.
La Ford Taunus TC a été conçue dans les années 1960 pour être une « voiture mondiale » aux côtés de sa « sœur technique » la Cortina Mk III : sa conception et sa construction se déroulent des deux côtés de l'Atlantique. Comme pour la première génération, sa conception a lieu sous la supervision de Semon "Bunkie" Knudsen (en), ancienne gloire de General Motors. La voiture est souvent surnommée « Barock 2 » (la Taunus P2 de la fin des années 1950 était communément connue comme « Barock-Taunus ») ou « Nez Knudsen (de) » par ses propriétaires allemands en raison de son capot pointu, qui aurait été dessiné sur ordre direct de Knudsen. La majeure partie du travail de conception est cependant attribuée au designer automobile allemand Luigi Colani, qui a aussi fait des travaux de design pour la division motos BMW dans les années 1970.

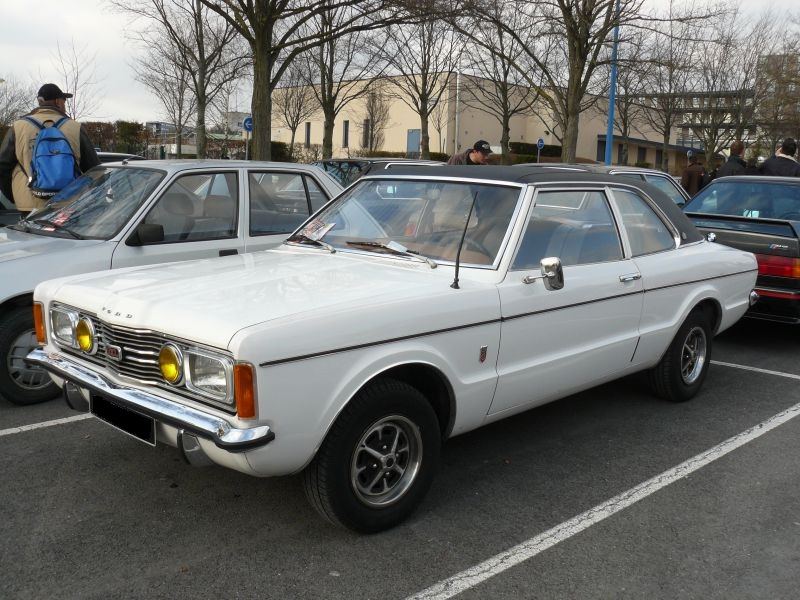
Ford Taunus TC Coach GXL
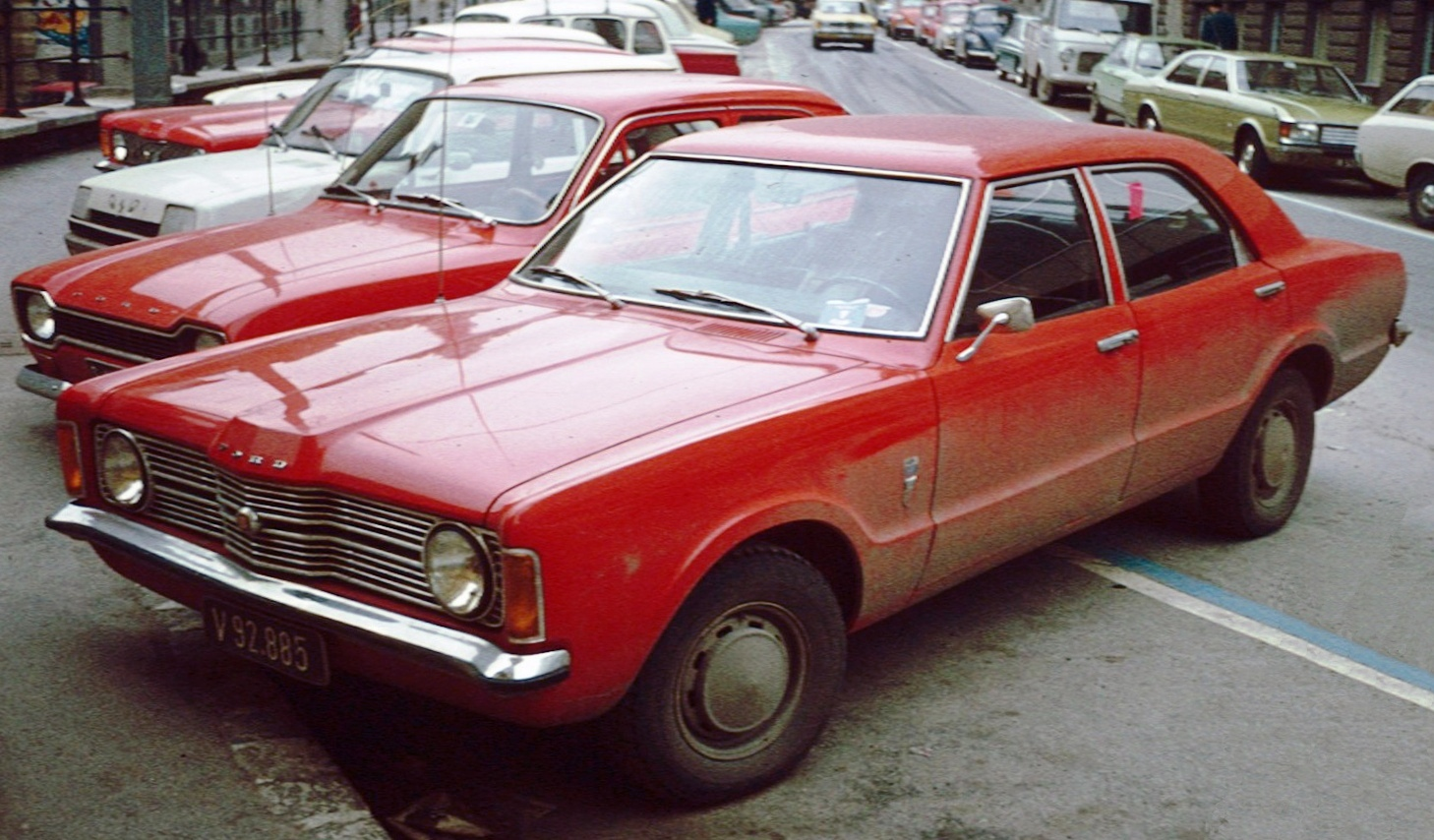
1970 - 1976 Ford Taunus Saloon (pre facelift)
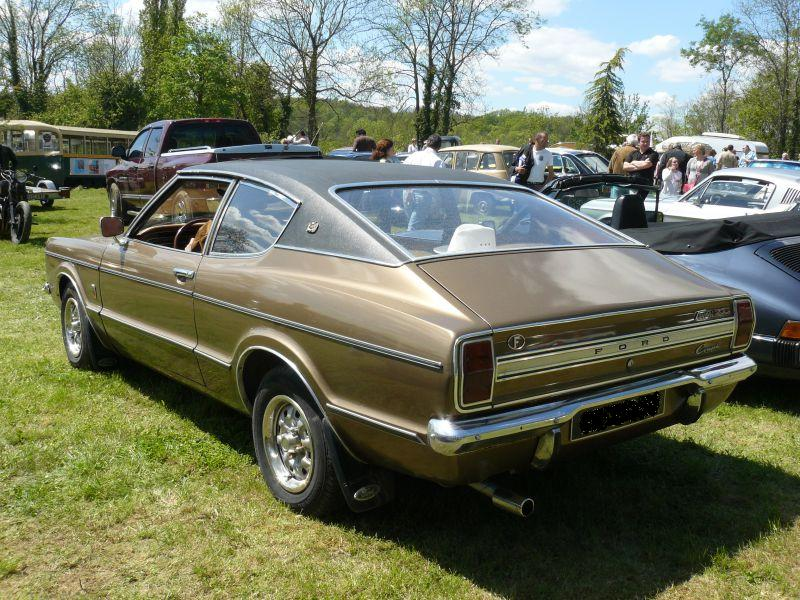
Ford Taunus TC Coupé 1300 XL

## Taunus TC2 (1976 - 1979) et TC3 (1979 - 1982 / 1994)

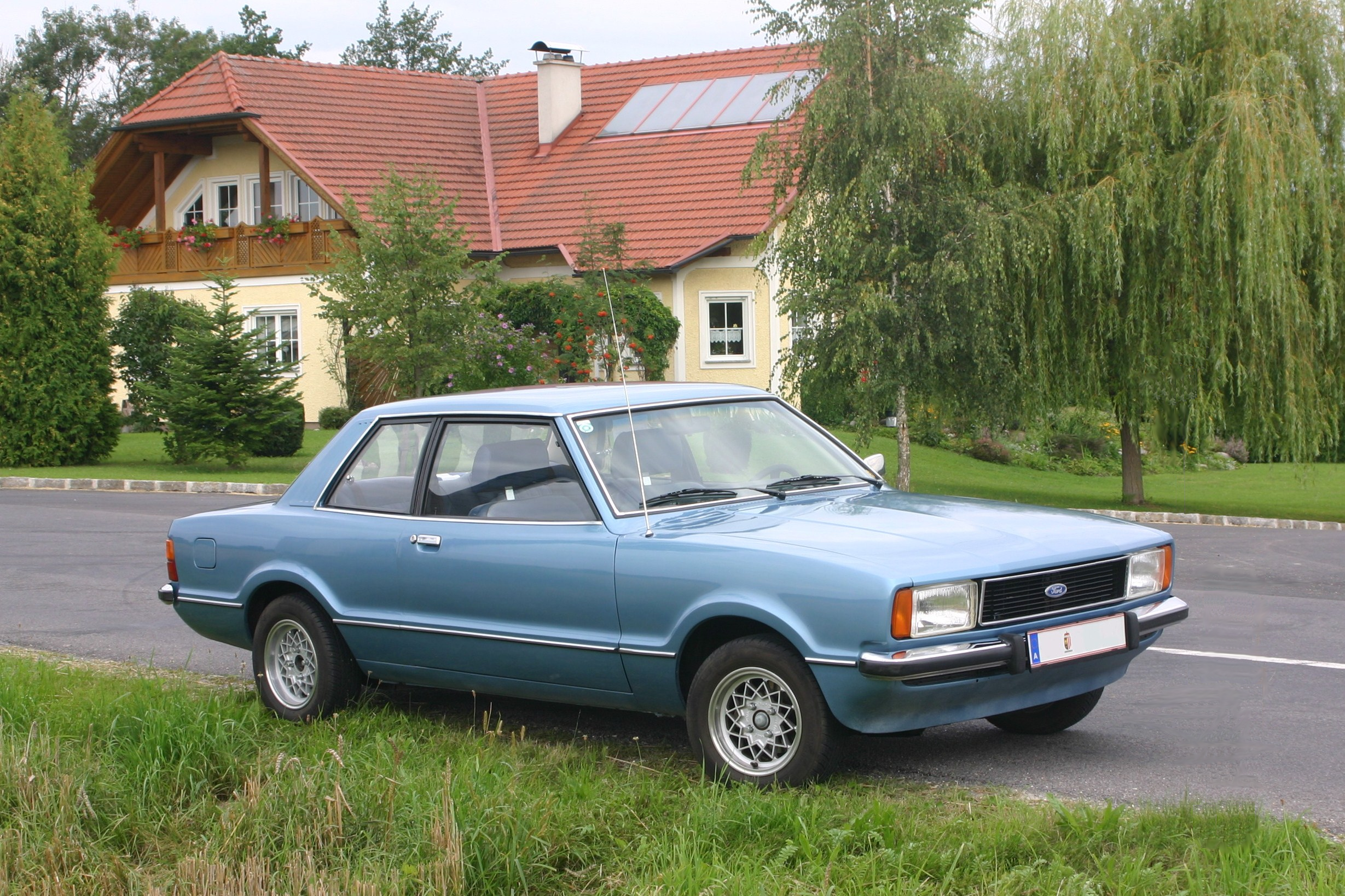
Ford Taunus TC2 (1976-1979)

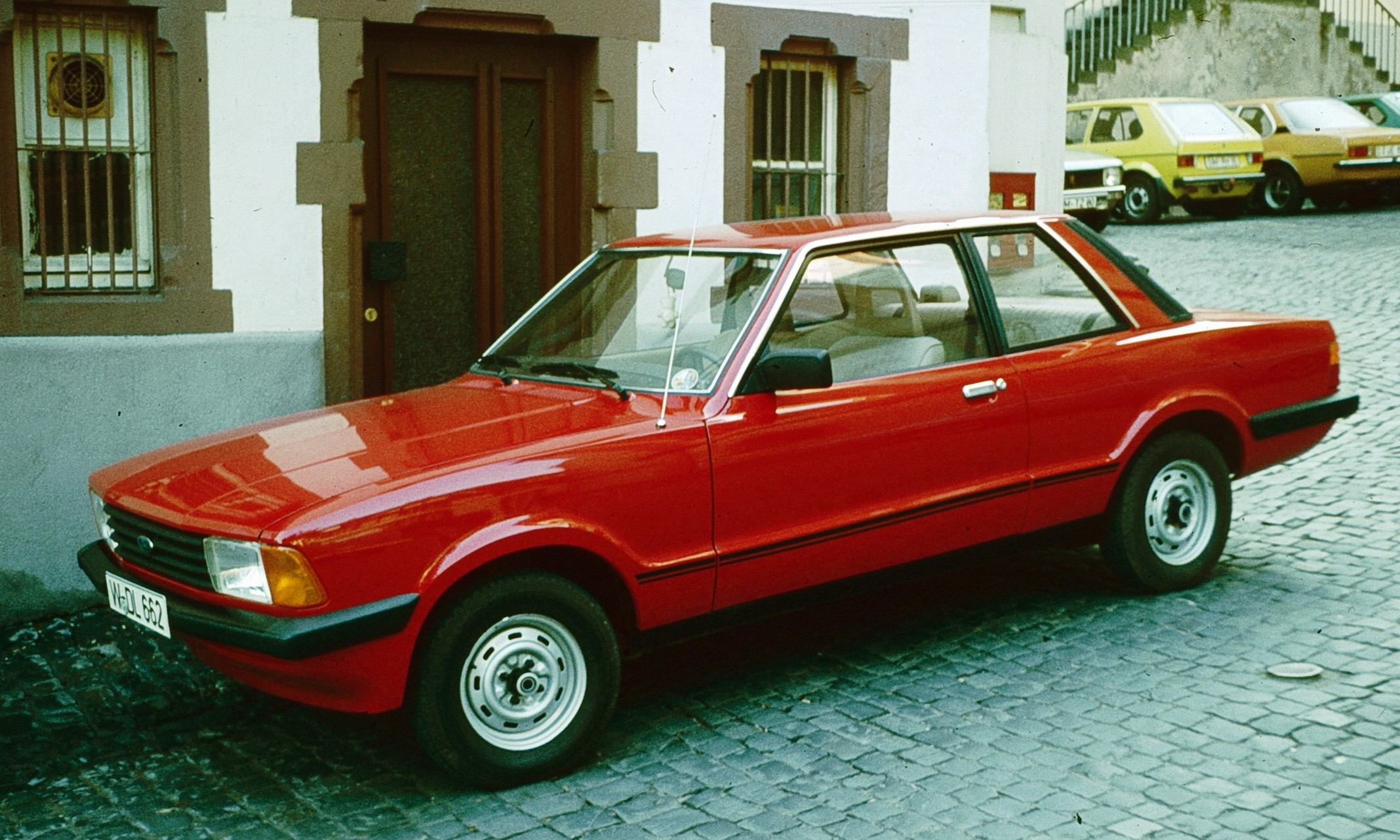
Ford Taunus TC3 (1979-1982)

À partir de l'année 1976 les Taunus et Cortina sont presque identiques, à l'exception des variations locales (niveaux de finition).
La TC Taunus ainsi que la Cortina Mk III et leurs successeurs ont été produites sous des formes légèrement modifiée en Europe, en Argentine et en Asie (dont certaines Cortina construites sous licence par le constructeur automobile coréen Hyundai) jusqu'à ce que la dernière Otosan-Taunus quitte son usine turque en 1994. Toutefois, les principaux composants sont restés pratiquement les mêmes à travers toute la production à l'exception des modifications mineures du corps avec le re-engineering de l'année 1979.
La Taunus / Cortina a finalement été remplacée par la Sierra à la fin de l'année 1982. La Sierra hérite des moteurs de la Cortina / Taunus Pinto OHC mais dispose d'une nouvelle suspension indépendante.
Les modèles Taunus et Cortina sont très faciles à entretenir et partagent beaucoup de composants mécaniques avec les autres voitures de Ford Europe de cette période (en dehors de la Ford Fiesta), les rendant facile à réparer. Néanmoins ces modèles sont devenus rares, même sur les marchés où ils étaient populaires. Par exemple, l'anglaise Cortina a été vendue à plus de 1 000 000 unités, mais seulement 2 000 véhicules environ étaient en circulation en 2006. La Taunus est plus fréquente dans la circulation, dans les pays comme l'Espagne, l'Allemagne et la Scandinavie où il y a un club actif de propriétaires.
En 1982, la production de la Taunus cesse en Europe où elle est remplacée par la Sierra. La production a continué jusqu'en 1984 en Argentine, où une version coupé (en fait une berline deux portes) est restée jusqu'à la fin (alors qu'en Allemagne, le coupé a été abandonné après le restylage de 1975), et chez Otosan en Turquie, où une version restylée a été produite jusqu'en 1994.

## Médiatisation
Dans Une histoire d'eau, court métrage coréalisé par François Truffaut et Jean-Luc Godard en 1958, l'héroïne s'éprend d'un fordiste qui ne cesse de vanter les mérites de la Taunus.
Dans le film Vincent, François, Paul et les autres (1974), une Taunus TC est la voiture de François (Michel Piccoli)
Un modèle Taunus noir de 1976 est utilisé par un ennemi chassant James Bond (Roger Moore) – dans sa Lotus Esprit – dans le film 1977 L'Espion qui m'aimait sur les routes de Sardaigne. Un conducteur notable de la Taunus est mâchoire d'acier (Richard Kiel), qui est vraisemblablement le seul survivant lorsque Bond réussit à accidenter la voiture.
Une Taunus bleue de 1948 a été pilotée par Steve Forrest dans le tout premier épisode de la série TV Le Baron 1965.
Une Ford Taunus TC break de couleur jaune est conduite par Frédéric Gelard dans le film Beau Fixe (1992) de Christian Vincent . Une scène de changement de vitesse y est cocasse. 
Une Ford Taunus 1979 est présente dans l’émission TV Ronny & Ragge en Suède.
Un modèle Taunus orange de 1982 apparaît dans un épisode de la série policière française de TF1 Commissaire Moulin intitulé Passage protégé, réalisé en 1999 et diffusée en 2000.
Des Taunus TC modifiées sont utilisés comme véhicules de patrouille pour les forces Omega dans le film italien de science-fiction Warrior of the Lost World.
Enfin, dans le clip Barbie Girl de Aqua, une Taunus TC2 décapotable de couleur rose fait une apparition.